# 布拉沃峰

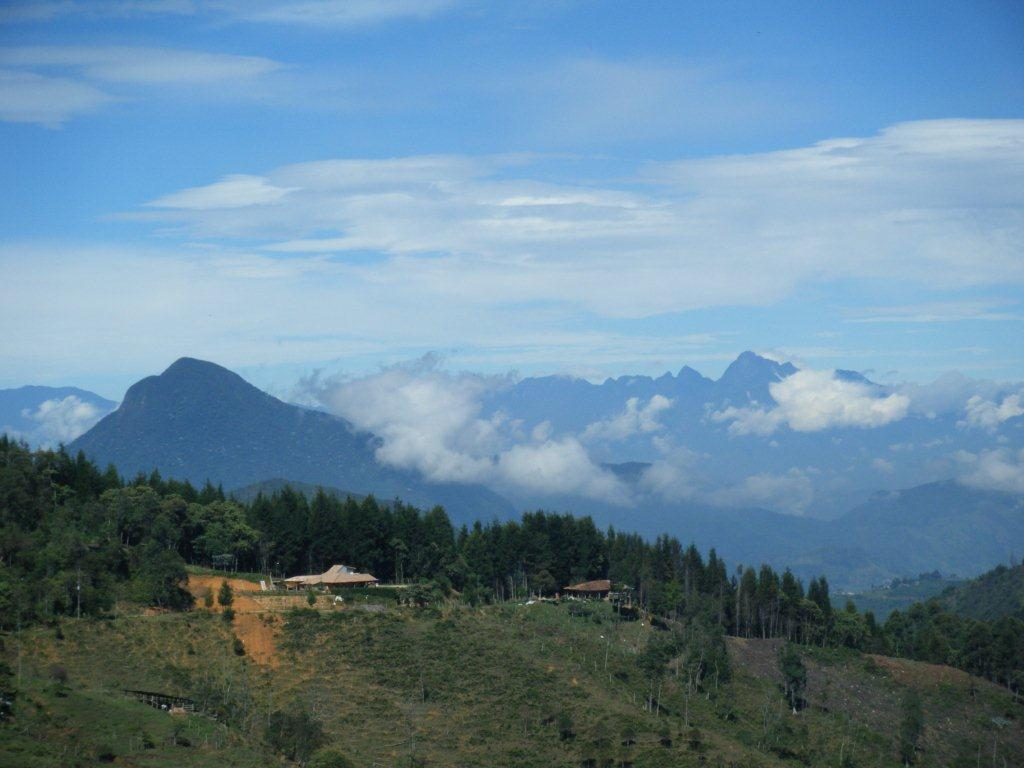

布拉沃峰是哥倫比亞的火山，位於該國西部托利馬省，距離馬尼薩萊斯25公里，屬於安第斯山脈的一部分，海拔高度4,000米，最近一次火山噴發在1720年左右發生。